# 江忠源
江 忠源（こう ちゅうげん、Jiāng Zhōngyuán、1812年 - 1854年1月14日）は、清の官僚。字は岷樵。湘軍の初期の指揮官。従兄弟に江忠義がいる。湖南省新寧出身。
道光17年（1837年）に挙人となる。団練を組織して郷里の民衆に軍事教練を行い、雷再浩の反乱を鎮圧した功績で知県に抜擢された。
咸豊元年（1851年）、太平天国が金田蜂起を行うと、広西省に鎮圧に向かった欽差大臣サイシャンガ（賽尚阿）の軍に義勇軍500名を率いて参加した。江忠源はこれを「楚勇」と名付けた。翌2年（1852年）に1000名増員し、全州の北の蓑衣渡で太平天国軍を破り、南王馮雲山を戦死させた。そのまま太平天国軍を追撃して、長沙防衛を支援した。咸豊3年（1853年）に湖北按察使に任命、湖広総督の張亮基からは軍事をことごとく任されていたが、その評判が咸豊帝に聞こえ、江南大営の指揮を命じられた。江南大営では軍紀を厳格にし、信賞必罰を旨とした。
太平天国軍が西征を開始して南昌を攻撃すると、江西巡撫張芾の求めに応じて援軍に赴き、太平天国軍を撃退した。10月、この功で安徽巡撫に昇進。11月に武漢に到着すると湖北巡撫崇綸の命令で武昌に楚勇の半分の1000を残し、更に六安で残りの半分の500を残した。12月に手勢わずか500で廬州に入ったが、年が明けた咸豊4年（1854年）1月14日、廬州は胡以晃率いる太平天国軍に包囲され、廬州知府胡元煒が敵に内応して城門を開き廬州は陥落。江忠源は投水自殺した。江忠源と親しかった曽国藩は安徽に赴任していた弟子の李鴻章を推挙していたが、江忠源の自殺で叶わずに終わった。
死後、忠烈の諡号が贈られた。著作に『江忠烈公遺集』がある。 